# Edoejot
Edoejot (Hebreeuws: עדויות, lett.: Getuigenissen) is het zevende traktaat (Masechet) van de Orde Neziekien (Seder Neziekien) van de Misjna en beslaat 8 hoofdstukken. Het traktaat wordt ook wel Bechirta (Het uitgelezene) genoemd.
Het traktaat Edoejot bevat getuigenissen van latere geleerden over uitspraken die teruggaan op uitspraken van geleerden uit de tijd van de Misjna. Volgens de overlevering zijn het uitspraken die zijn gedaan op de dag dat Rabbi Gamaliël II als patriarch van het Sanhedrin werd afgezet en vervangen door Rabbi Eleazar ben Azarja. De uitspraken gaan over heel verschillende onderwerpen.
Het traktaat Edoejot komt in de Jeruzalemse noch in de Babylonische Talmoed voor.